# 志村車両検修場
志村車両検修場（しむらしゃりょうけんしゅうじょう）は、東京都板橋区高島平にある都営地下鉄三田線の車両基地である。
志村車両検修場のある交通局志村庁舎は三田線の中枢部となっており、保線作業を担当する志村保線管理所、乗務員基地の高島平乗務管理所、職員住宅の志村寮などを擁する。なお、施設名に「志村」と付くものの、いずれも志村の町域には位置していない。
高島平駅から入出区線が通じているが、地理的には西台駅のすぐ北側に位置している。
当地区のほか、荒川車両検修所（都電荒川線）、舎人車両検修所（日暮里・舎人ライナー）も組織下にある。

## 概要
1968年（昭和43年）11月に、都営地下鉄6号線の志村（現・高島平） - 巣鴨間の開業の際に、都営地下鉄2番目の車両基地として志村検車場が発足した。翌1969年（昭和44年）9月には重要部・全般検査を行う整備工場として、志村車両工場が発足した。新設当初は団地の建物も少なくいわゆる「青天井」の状態となっていた基地であった。
1970年（昭和45年）に、施設上部の有効活用のため、車庫の上部に人工地盤を建設した。そこに公営住宅（都営住宅西台アパートおよび東京都住宅供給公社西台住宅）と板橋区立高島第四小学校（2001年 （平成13年）に廃校）が設置された。この中で、上野モノレール2代目車両「M形」の車体が長年留置されたのも風雨に当たることがないためだった。
2000年（平成12年）4月、組織上別々であった志村検車場と志村車両工場が統合され、志村車両検修場となった。
三田線は開業当初4両編成、1972年の日比谷延伸以来6両編成で運行されてきたが、2022年より開始された8両編成運転を見据えた設計で、ほとんどの留置線が1本につき8両編成2本が留置可能である。1999年（平成11年）に廃車になった6000形は、搬出されるまでの間1 - 2両ずつに分けて奥に留置されていた。
工場施設も併設され、重要部検査・全般検査出場の際に使用する試運転線もある。試運転線の上に志村寮、留置線の上には高島平乗務管理所・公営住宅がある。1970年（昭和45年）に開設された公営住宅は車庫上空の有効活用の一例として当時話題になった。車両検修場留置線構内のうち、公営住宅部分に当たる1 - 18番線が存在している。かつては19番線まで存在していたが、現在は廃止されている。
なお、都営地下鉄の車両基地を地上で目にできるのは当検修場と浅草線の馬込車両検修場だけであり、新宿線の大島車両検修場と大江戸線の木場車両検修場および同検修場高松車庫は全地下型の検修場のため、関係者以外は立ち入りができない。ただし、木場検修場に関しては毎年夏にはとバスツアーの見学で目にする機会がある。
2010年（平成22年）4月から重要部・全般検査（修車業務）については東京交通サービスに委託している。ただし、東京交通サービスは管理監督業務を行っており、実際の業務は協力会社のJR東日本テクノロジーが行っている。

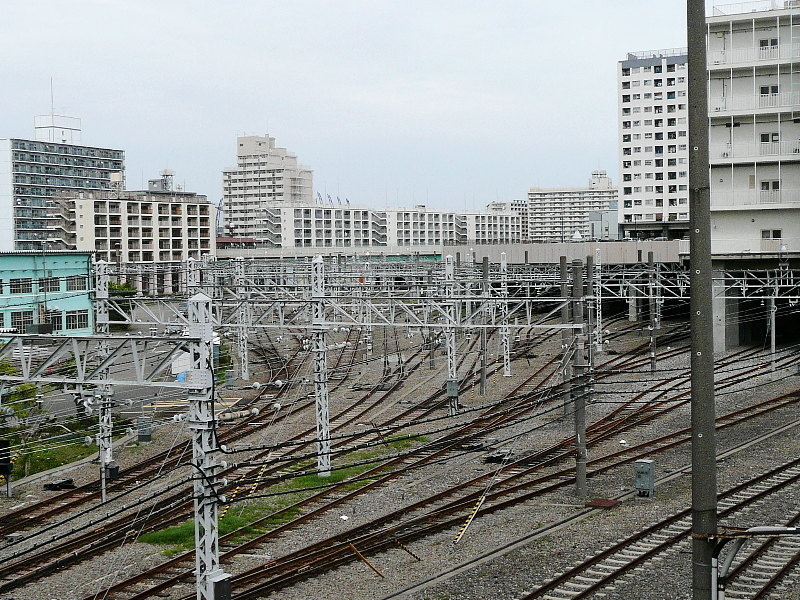
施設全景（2007年4月）
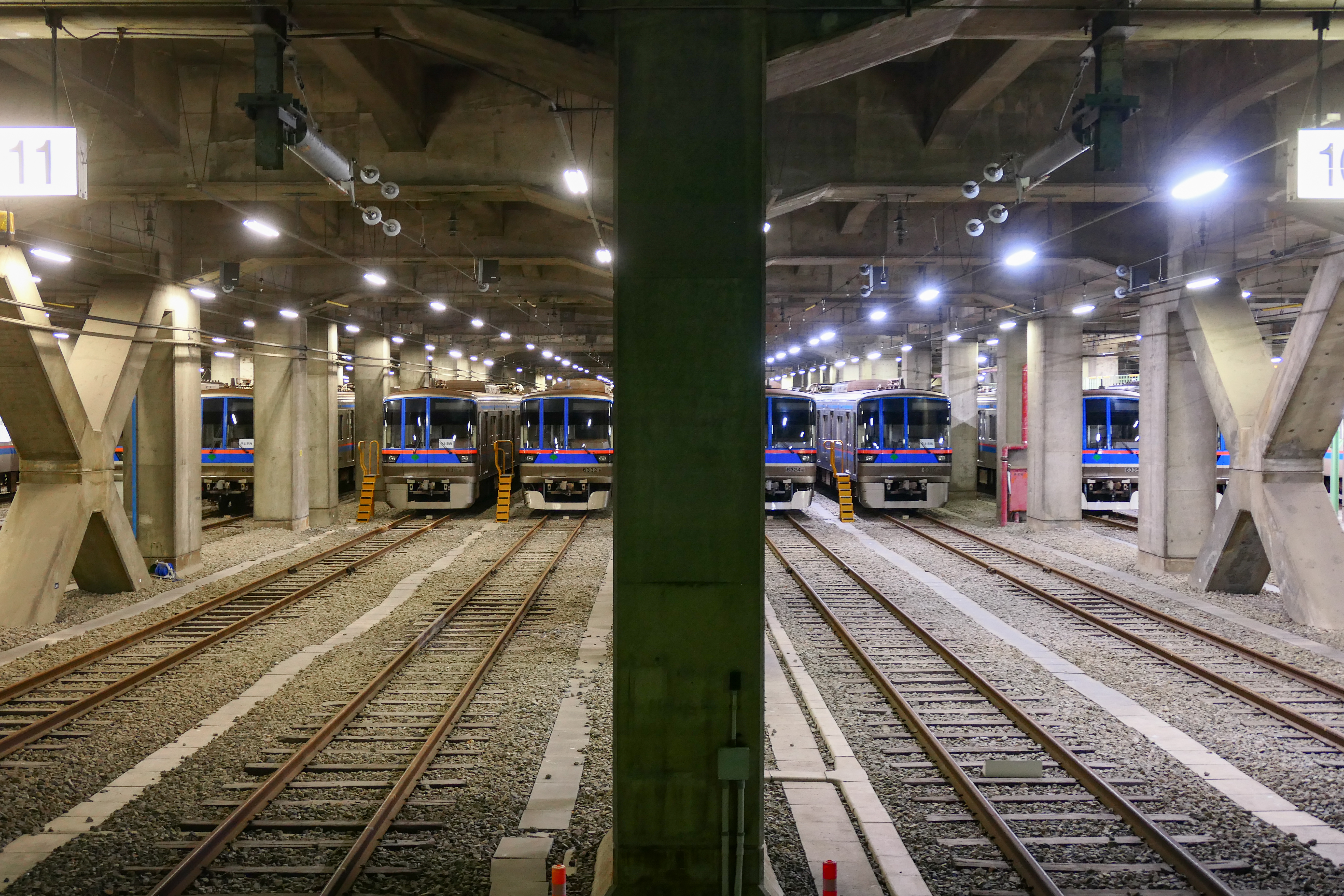
人工地盤の下に設けられた留置線（2022年12月）
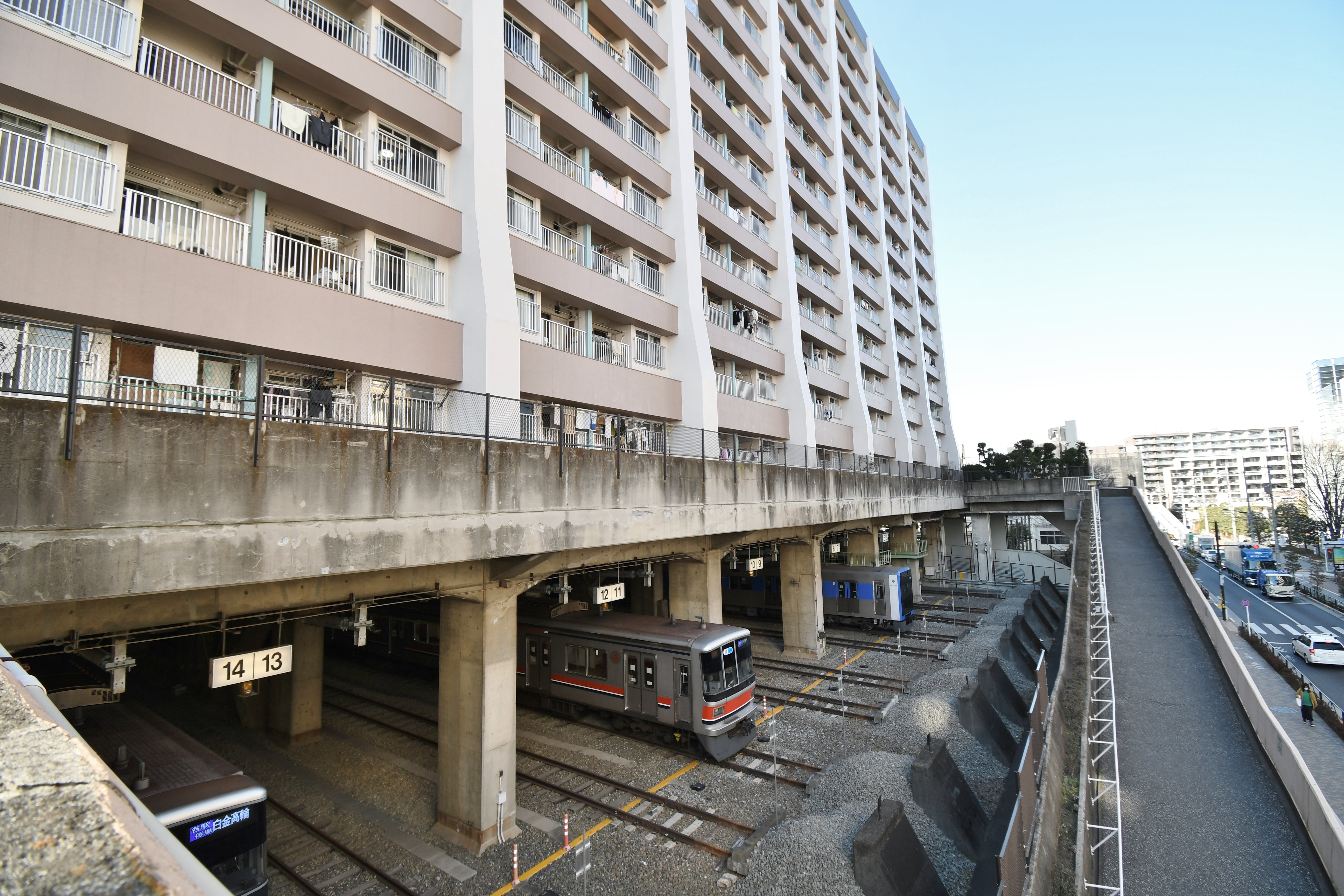
人工地盤上の西台アパート（2023年2月）
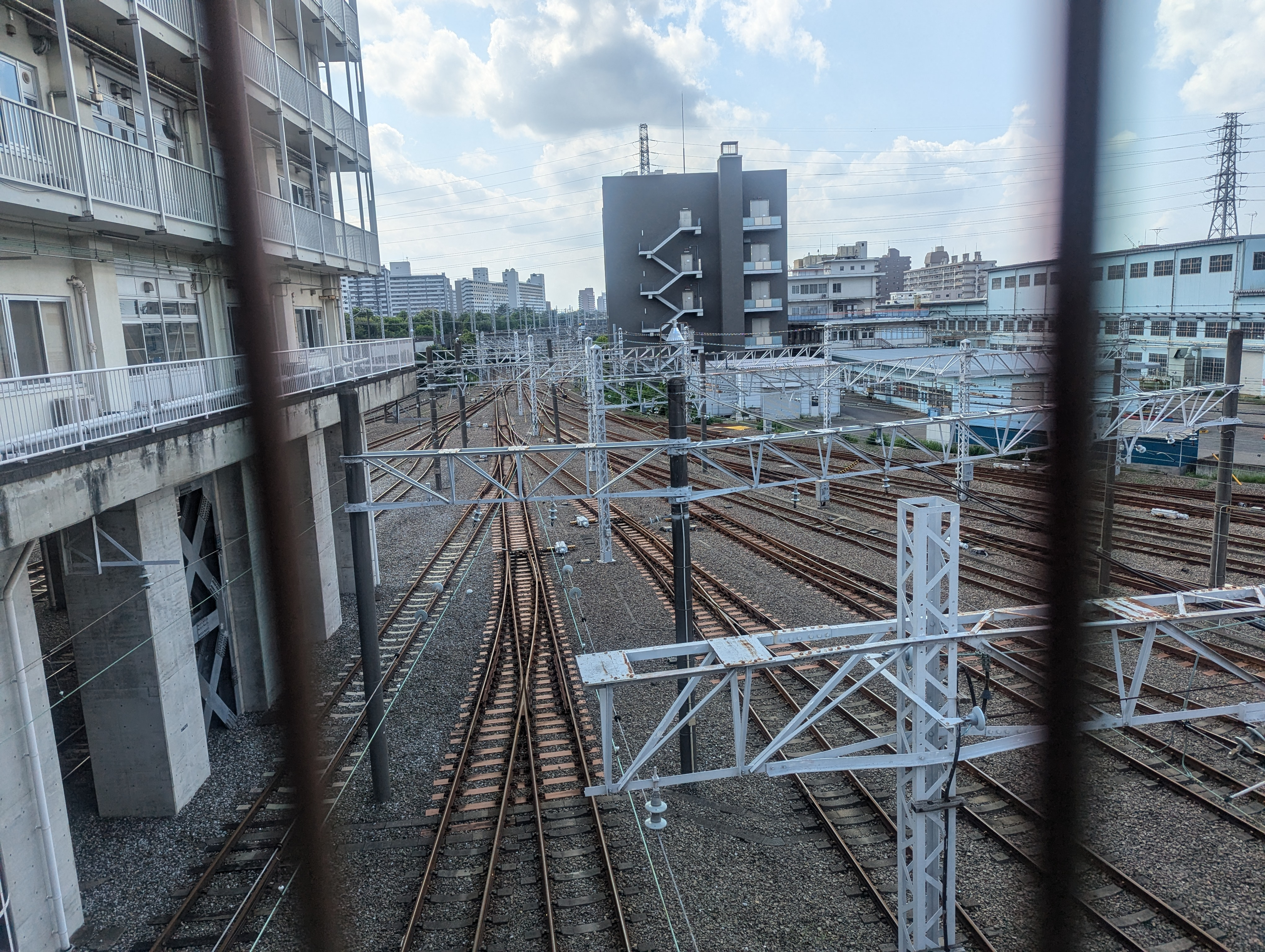
都営西台アパート内駐車場から撮影した構内分岐部分（2024年8月）
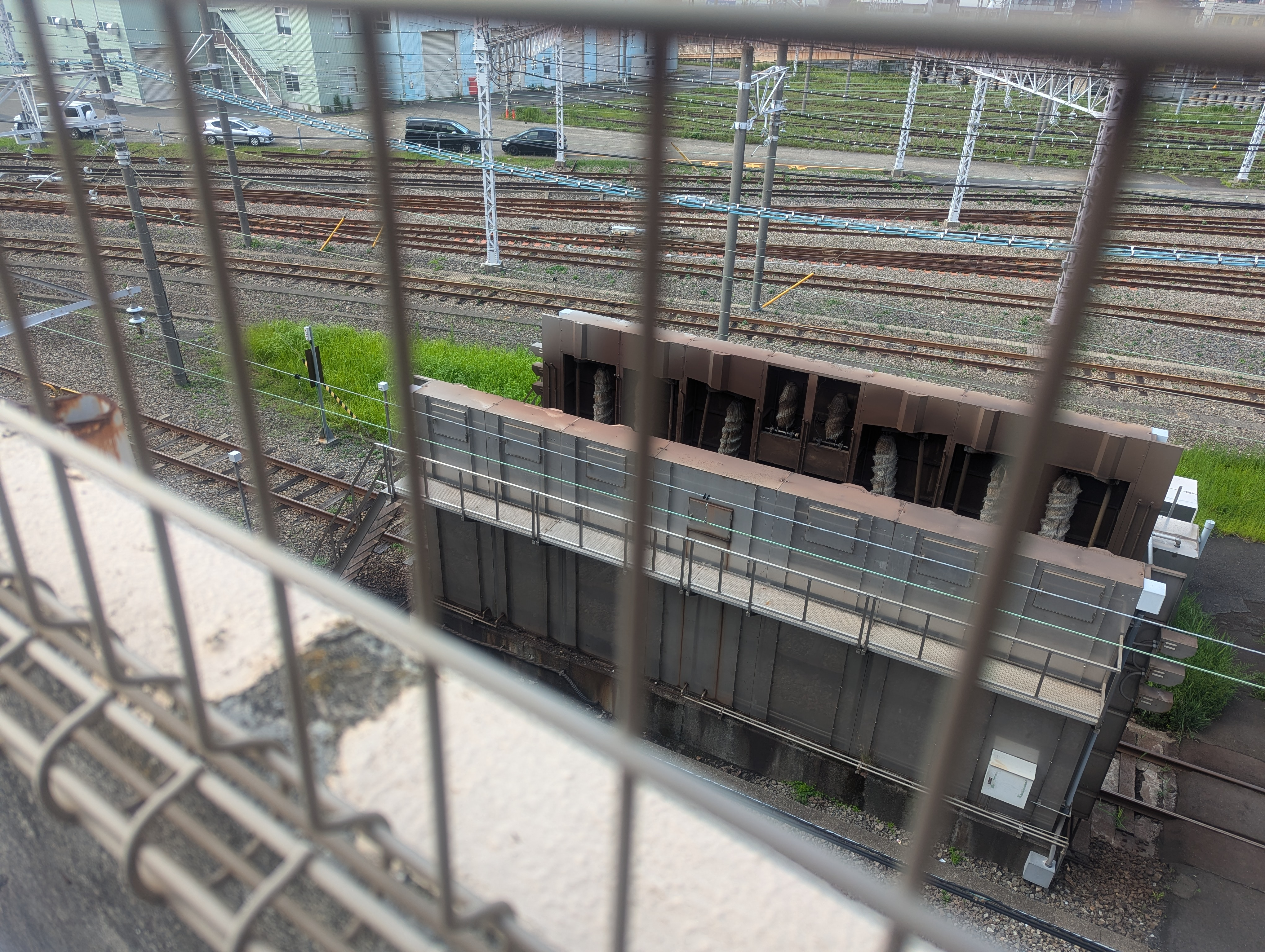
同じく都営西台アパート駐車場から撮影した車体洗浄装置（2024年8月）
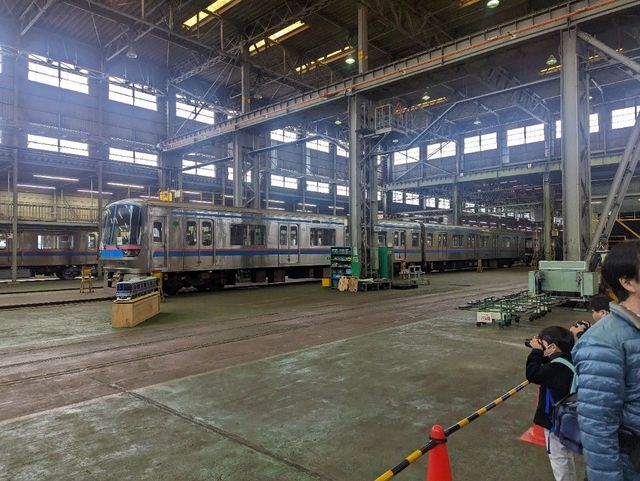
旧・車両工場エリア内部。車両は廃車搬出直前の6300形6311Fが展示されていた。三田線フェスタ2023公開時（2023年11月）
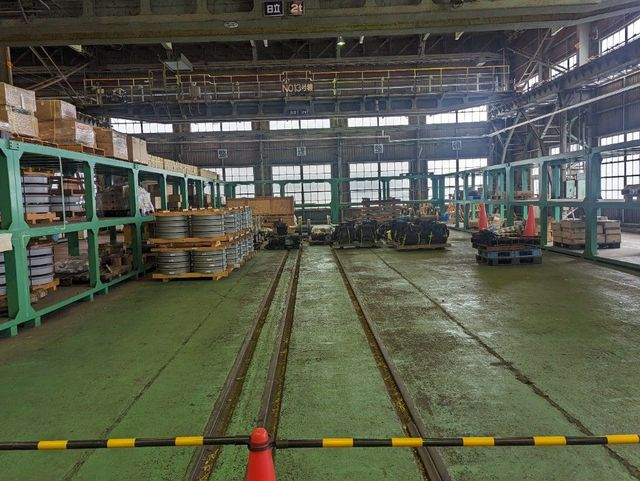
旧・車両工場エリア内部。車輪等の保管場所。三田線フェスタ2023公開時（2023年11月）
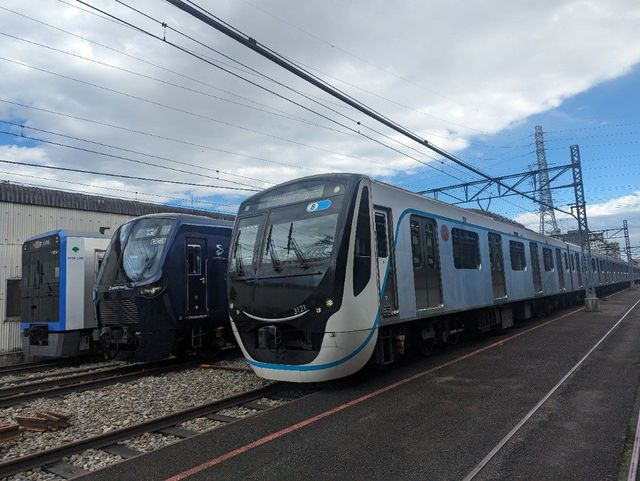
引上げ線部で、東急3020系・相鉄21000系・都営6500形。（2023年11月）
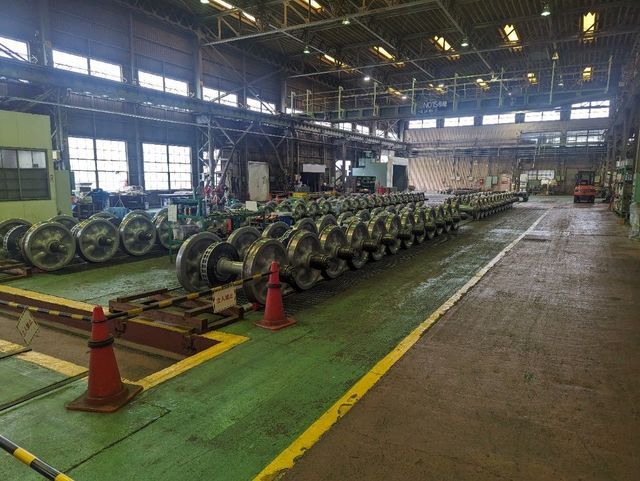
工場エリア内部 車輪保管場所（2023年11月）
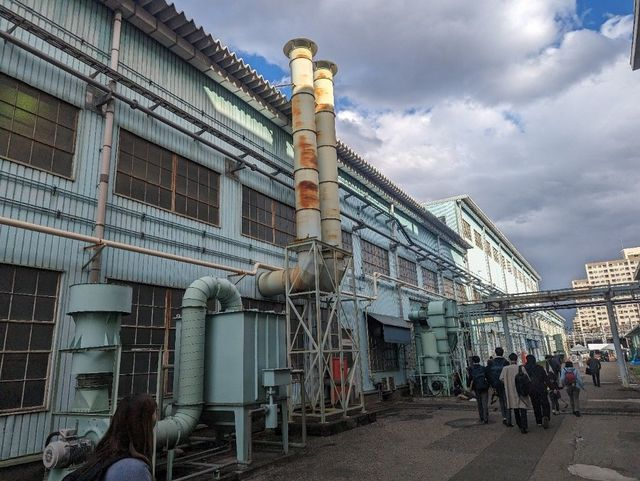
工場建物外観（2023年11月）
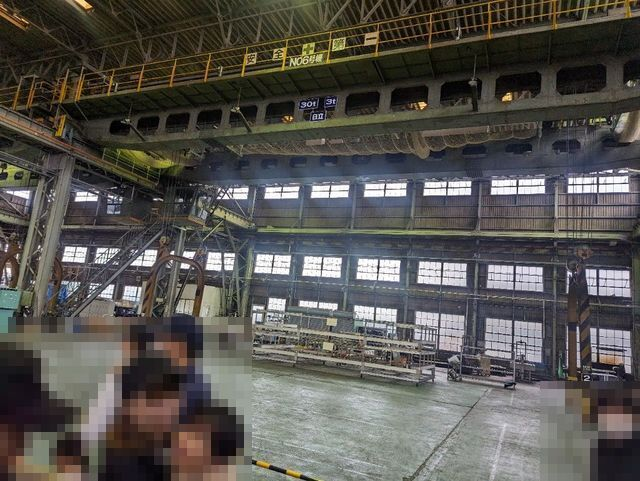
車体クレーン（2023年11月）
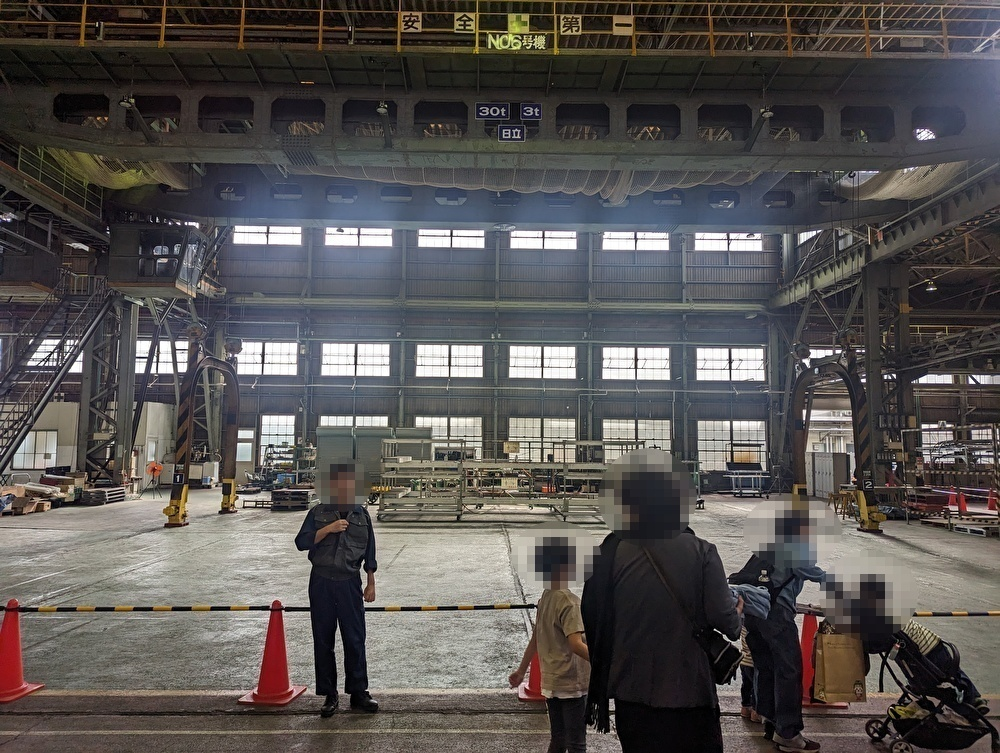
車体クレーン正面（2023年11月）
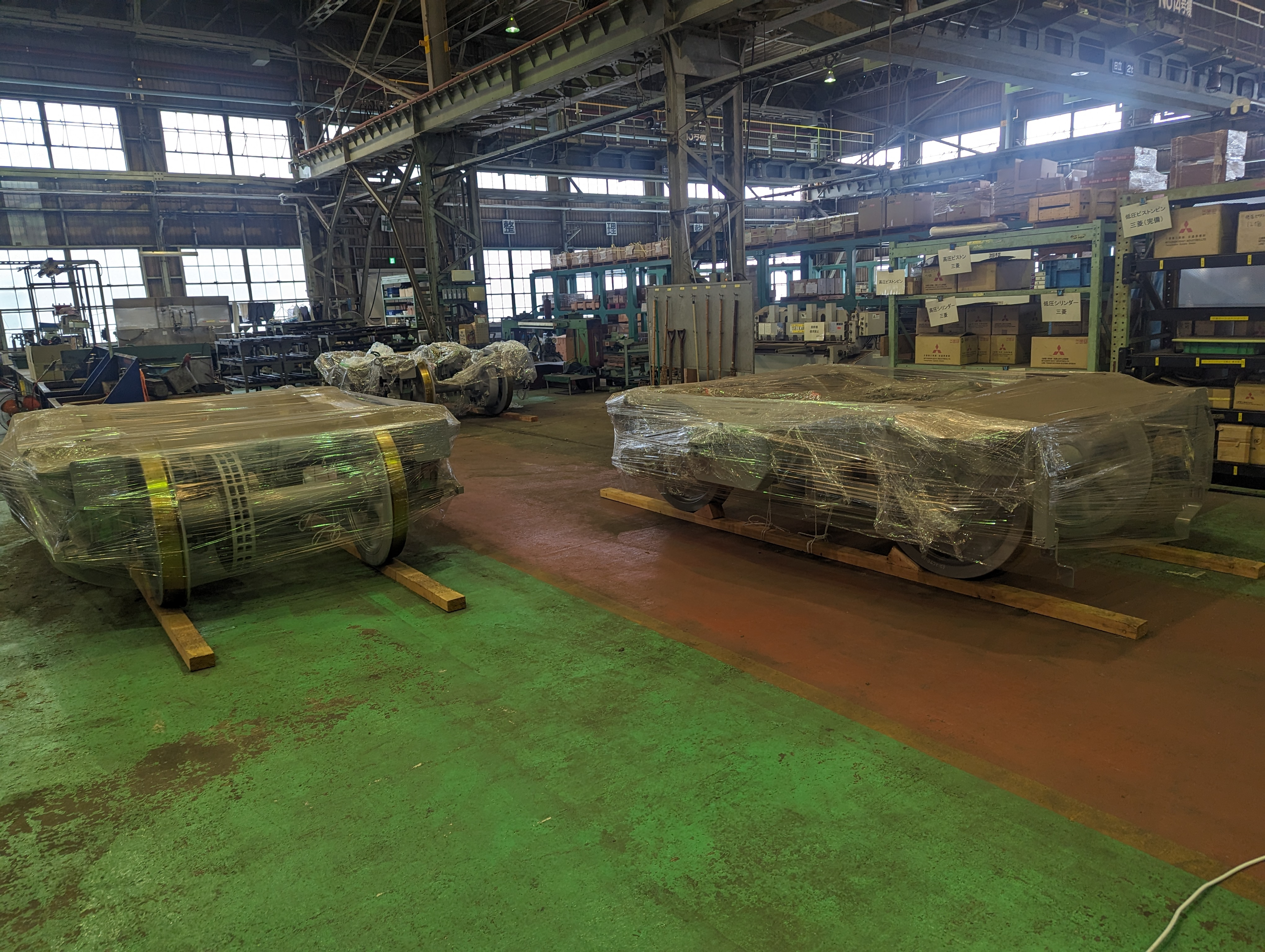
6500形用台車（2023年11月）
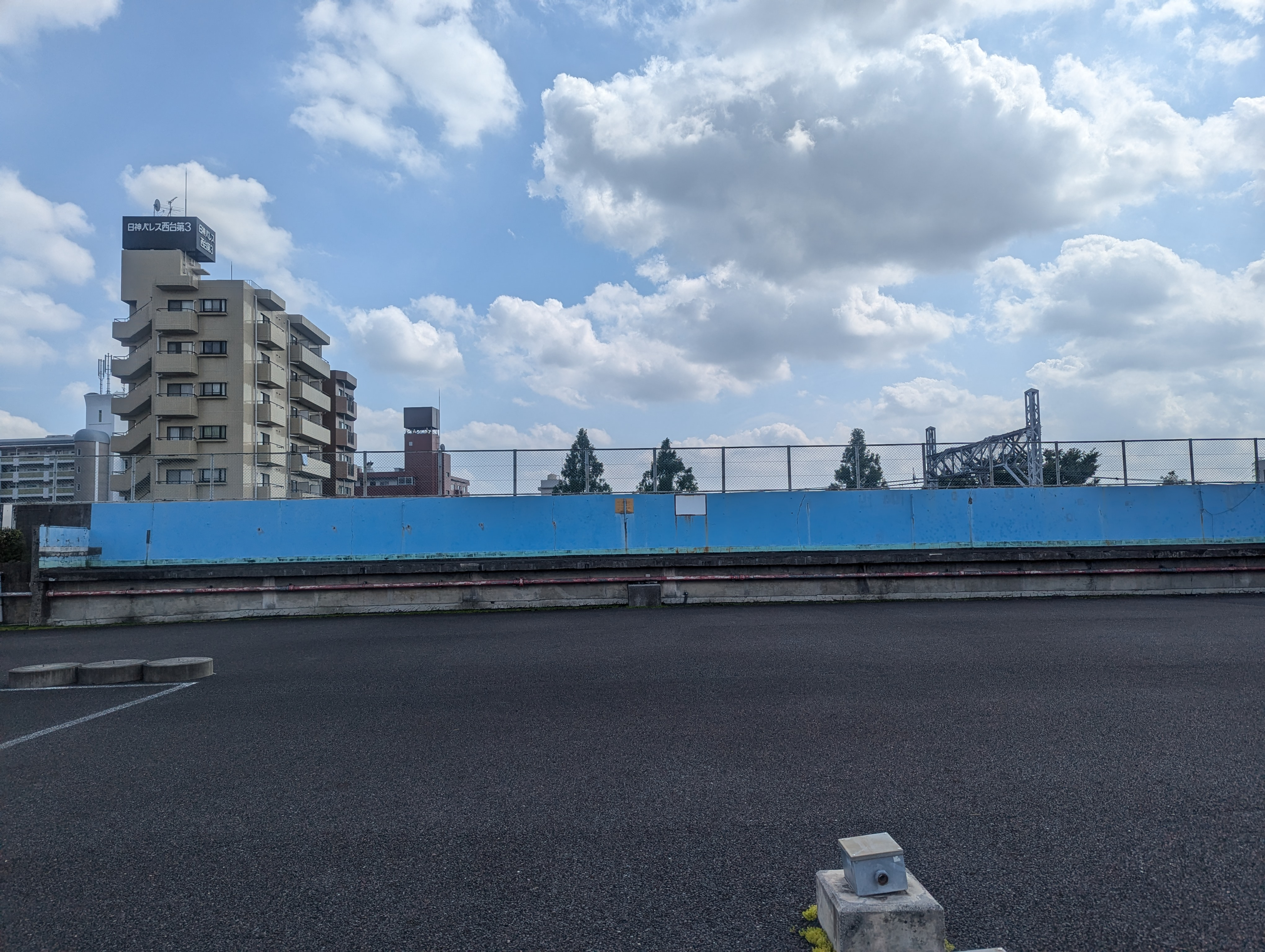
廃校となった高島第四小学校跡地に都営西台アパート駐車場となった。小学校のプールだった頃の面影がある。（2024年8月）

### 荒川車両検修所
1971年（昭和46年）7月に都電（東京都電車）の電車車両工場から工場機能を移設し、「志村車両工場電車整備係」として都電荒川線の定期検査を施工する部署が発足する。1981年（昭和56年）4月1日、志村車両工場電車整備係荒川電車車庫を廃止し、志村車両工場荒川車両検修所に改組。
2019年（令和元年）11月1日から運行を休止、2023年（令和5年）12月27日付で廃止された上野動物園内のモノレール「東京都交通局上野懸垂線」の各種検査（列車検査・月検査・重要部検査・全般検査）についても、荒川車両検修所が管理を担当していた。

### 舎人車両検修所
日暮里・舎人ライナーの検査業務を行う。舎人公園の地下に位置する。

### 光が丘検修所
1990年（平成2年）10月、都営地下鉄12号線（現・大江戸線）開業に備えて志村車両工場光が丘検修所が発足した。同線は路線規模が小さいことから、車両基地の組織上は志村車両工場扱いであった。
その後、新宿延伸開業を控えた1997年（平成9年）7月に光が丘車両検修場として独立した（その後、組織上は木場車両検修場に統合）。

## 沿革
- 1968年（昭和43年）11月10日[5]：都営地下鉄6号線用の車両基地として志村検車場が発足[5]。最初の6000形（6011 - 6141）がメーカーの川崎車両・日立製作所から国鉄芝浦貨物駅を介して搬入された。
- 1969年（昭和44年）9月1日[5]：検査工場として志村車両工場が発足[5]。
- 1971年（昭和46年）：巣鴨 - 日比谷延伸用として2次車となる6151 - 6231と1次車組み込みの6015 + 6016 - 6145 + 6146がアルナ工機・日本車両豊川・日立製作所から国鉄芝浦貨物駅を介して搬入。このころから6000形は6連となった。帯色が現在の青となる。
- 1972年（昭和47年）：三田開業に向けて3次車となる6241 - 6261がアルナ工機で製造された。人工地盤が完成。
- 1973年（昭和48年）：都営住宅が検車場の上で完成。
- 1975年（昭和50年）12月：西高島平開業用として4次車（6271.6281）がアルナ工機から搬入。
- 1978年（昭和53年）：都営地下鉄新宿線の開業にあわせて、路線名称を都営地下鉄6号線から、現在の都営地下鉄三田線へ変更。同時に都営地下鉄1号線も都営地下鉄浅草線へ変更した。
- 1989年（平成元年）：京王重機整備からの出張工事により6000形の改修工事（都営地下鉄方針B修繕工事）が始まる。行先方向幕の色（白地から青地へ）変更と車内化粧板の交換を施行。最初の編成は昭和50年製6271Fから開始され冷房工事も施行。
- 1990年（平成2年）10月1日[5]：都営地下鉄12号線開業に備えて、志村車両工場光が丘検修所が発足[5]。
- 1993年（平成5年） - 東急線相互乗り入れに備え、1975年12月の6271.6281以来17年ぶりの新車となる6300形が登場。メーカーも川崎重工製[注釈 2]となった。6000形の廃車始まる。
- 1997年（平成9年）7月16日[5] - 志村車両工場光が丘検修所から光が丘車両検修場に独立する[5]。
- 1998年（平成10年）：志村車両工場で6000形の検査終了。
- 1999年（平成11年）：6300形3次車の投入開始。6000形の営業終了で三田線は全てが6300形となる。
- 2000年（平成12年）
  - 4月1日[5]：志村検車場と志村車両工場が組織統合し、志村車両検修場が発足する[5]。
  - 9月26日：三田 - 目黒間が開業し、東急目黒線武蔵小杉駅まで直通運転開始。
- 2005年（平成17年）：6300形の改修工事（都営地下鉄方針C修繕工事）が開始される。
- 2020年（令和2年）：6300形3次車6337F以来20年ぶり（6300形初編成から27年ぶり）の新型車となる6500形が登場し、その先行編成が搬入された。この形式は、都営三田線史上初の8両編成ともなった。この車両は、開業した東急新横浜線と相模鉄道線直通（後者は準備工事のみ）に備えた車両で、6300形1.2次車を置き換えている。

### 施設概要
留置線は8両編成3本および8両編成2本縦列線が15本ある。月検査を行う検車庫は8両編成6本が留置可能である。
洗車線は3本存在しており、車体及び車内の洗浄に使用する。
車両洗浄装置（いわゆる洗車機で日本車輌洗滌機製C8D型機）は洗車線に分岐する位置に1基存在している。

### 留置車両
自局車両の6300形と6500形、東急3000系・5080系・3020系、相鉄21000系が留置されるほか、工事用保線車両も留置されている。なお、相鉄車の留置は昼間時のみのため、夜間滞泊は行われていない。
過去には引退した6000形と新宿線が開業する前の1971年（昭和46年）に試作車両として10-000形第1編成4両が試運転のため、配置されたことがある。同線が建設中のため、本来の所属路線での走行が出来なかったためであった。本線での他、検修場構内での試運転が繰り返された後、当初は冷房装置搭載全車電動車で落成した車両が先頭車両含めて量産車と同様電装解除で制御車になるなどの量産車化改造を受けて1次車組み込みの上完成したばかりの新宿線に転用した。また冷房機も撤去されたが、後年は再度搭載された。台車は、線路の幅が異なるために当時製造していた6000形6271Fへ転用した。

## 搬入ルート
都営地下鉄の場合は製造メーカー各社より貨物駅までは鉄道で、そこから先はトレーラー輸送による陸送で基地へ搬入する方式をとっている。
- 6000形1 - 3次車：製造メーカー - 芝浦貨物駅（廃止） - 検車場
- 6000形4次車：製造メーカー - 貨物駅不詳 - 検車場
- 6300形1次車から3次車の6321Fまで：製造メーカー - 川崎貨物または越谷貨物ターミナル - 検車場
- それ以降：製造メーカー - 新座貨物ターミナル - 車両検修場
- 6500形：製造メーカー - 越谷貨物ターミナル - 車両検修場

## その他
- 映画「新幹線大爆破」では犯人グループの一人が検修場内を逃げ回り、警官が追走するシーンが見られる。撮影当時（1975年）は新製されたばかりの6000形が入庫するシーンなども見られる。
- 開設当初より、東映系作品殆どのロケで構内またはその周辺（人工地盤上など）で撮影していることが多い。